# Charles Leo Hitchcock
Charles Leo Hitchcock (Newhall, California, 23 de abril de 1902 - 3 de febrero de 1986) fue un zoólogo y botánico estadounidense .

## Algunas publicaciones

### Libros
- Hitchcock, CL; JW Thompson, AJ Cronquist ilustrador. 2001. Vascular Cryptogams, Gymnosperms, and Monocotyledons, Vol. 1. 925 pp.

- Hitchcock, CL; AJ Cronquist. 1973. Flora of the Pacific Northwest. University of Washington Press, 730 pp. ISBN 0-295-95273-3

- ---------. 1969. A Checklist of Vascular Plants of West-Central Washington

- ---------. 1969. Key to the Grasses of the Pacific Northwest Based upon Vegetative Characters

- ---------. 1963.  Saxifragaceae to Ericaceae. Vascular Plants of the Pacific Northwest, Part 3. Ed. University of Washington Press; 6ª reimpresión 1994. 614 pp. ISBN 0-295-73985-1

- ---------. 1952. A Revision of the North American Species of Lathyrus

- --------. 1945.  The South American species of Lepidium. 134 pp.

- --------. 1944. The Tofieldia Glutinosa Complex of Western North America

- --------. 1936. A Key to the Grasses of Montana Based upon Vegetative Characters

- Hitchcock, Charles Leo. 1932. A Monographic Study of the Genus Lycium of the Western Hemisphere. Ann. of the Missouri Bot. Garden 19(2/3): 179-348 + 350-366. doi 10.2307/2394155 (imagen de la 1ª p.) (fue su tesis de Ph.D., de la Washington University, St. Louis, 1931. "Reimpreso de Ann. of the Missouri botanical garden, abril-septiembre de 1932, vol. xix Nº 2 & 3."

## Honores

### Epónimos
- (Asteraceae) Neomirandea hitchcockii (B.L.Rob.) R.M.King & H.Rob.[1]
- (Asteraceae) Pentacalia hitchcockii (Cuatrec.) Cuatrec.[2]
- (Brassicaceae) Draba hitchcockii Rollins[3]
- (Brassicaceae) Physaria hitchcockii (Munz) O'Kane & Al-Shehbaz[4]
- (Hydrophyllaceae) Nama hitchcockii J.D.Bacon[5]
- (Iridaceae) Sisyrinchium hitchcockii Douglass M.Hend.[6]
- (Lamiaceae) Phyllostegia hitchcockii (Sherff) H.St.John[7]
- (Orchidaceae) Epidendrum hitchcockii Hágsater & Dodson[8]
- (Orchidaceae) Talpinaria hitchcockii (Ames) Luer[9]

- La abreviatura «C.L.Hitchc.» se emplea para indicar a Charles Leo Hitchcock como autoridad en la descripción y clasificación científica de los vegetales.[10]